# Лас-Кінтанільяс (Бургос)
Лас-Кінтанільяс (ісп. Las Quintanillas) — муніципалітет в Іспанії, у складі автономної спільноти Кастилія-і-Леон, у провінції Бургос. Населення — 399 осіб (2010).
Муніципалітет розташований на відстані близько 220 км на північ від Мадрида, 13 км на захід від Бургоса.
На території муніципалітету розташовані такі населені пункти: (дані про населення за 2010 рік)
- Лас-Кінтанільяс: 290 осіб
- Санта-Марія-Тахадура: 67 осіб
- Вільярментеро: 42 особи

## Демографія
Динаміка населення (INE ):